# Idiostrangalia akiyamai
Idiostrangalia akiyamai là một loài bọ cánh cứng trong họ Cerambycidae.